# Arc de Triomf (métro de Barcelone)
Pour les articles homonymes, voir Arc de triomphe (homonymie).
Arc de Triomf est une station de la ligne 1 du métro de Barcelone. Elle est située dans le district de l'Eixample, à Barcelone en Catalogne.
Elle est mise en service en 1932, lors de l'ouverture d'un prolongement de la ligne 1. Elle est en correspondance avec la gare de Barcelone-Arc de Triomf desservie par des trains de banlieue.

## Situation sur le réseau

Plan du métro de Barcelone (2019).

Établie en souterrain, la station Arc de Triomf est située sur la ligne 1 du métro de Barcelone, entre la station Urquinaona en direction de la station terminus Hospital de Bellvitge, et la station Marina, en direction de la station terminus Fondo,.

## Histoire
La station, alors dénommée Norte de la ligne 1 du métro de Barcelone est mise en service le 1er juillet 1932, lors du prolongement de Catalunya à Norte, renommée depuis Arc de Triomf.

## À proximité
- Arc de triomphe (Barcelone)
- Centre culturel et mémoriel du Born